# Zlata Grebo
Zlata Grebo (Trebinje, 1912- 2019 Sarajevo) bila je  prva dekanka Fakulteta političkih nauka u Sarajevu, učesnica Narodnooslobodilačkog pokreta, borkinja, aktivistkinja, sociološkinja i feministkinja.

## Biografija
Rođena je 1922.godine u Trebinju gde završava gimnaziju. Nakon završetka gimnazije pridružuje se Narodnooslobodilačkom pokretu i SKOJ-u, gde je radila na sakupljanju humanitarne pomoći i povezivanju omladine i žena.
Nakon završetka Drugog svetskog rata postaje jedna od osnivačica AFŽ-a grada Mostara gde radi na osnaživanju, organizovanju i emancipaciji žena. Većinu svog života provela je Sarajevu gde je  živela i nakon penzionisanja sve do svoje smrti.referenca stavljen link al ne znam kako dalje

## Školovanje i obrazovanje
Višu školu spoljne trgovine završava 1947. godine u Beogradu, dok 1954te završava Višu pedagošku školu. Jedna  od prvih studentkinja sociologije na teritori bivše Jugoslavije. 
Godine 1966. počinje predavati na Fakultetu političkih nauka u Sarajevu kao  redovna profesorica na predmetu Demografija.

## Društveni angažman i doprinos
Zlata Grebo svojim radom dala je značajan doprinos ženskom pokretu u Bosni i Hercegovini i uopšte emancipaciji žena. 
Godine 1969te bila je članica delegacije žena iz Jugoslavije koje su učestvovale na Svetskom kongresu žena u Helsinkiju. Dok je 1971. godine učestvovala u izradi metodologije za popis stanovništva Jugoslavije.
Zlata je bila predavačica na brojnim univerzitetima, objavila je značajan broj naučno-istraživačkih radova i napisala knjigu Želje i strahovanja žena Jugoslavije.
Godine 1975te postaje  prva dekanka Fakulteta političkih nauka, dok od 1981. do 1983. godine obnaša funkciju predsednice Savjeta Univerziteta.

## Nagrade i priznanja
Za svoj naučni rad i dostignuća u oblasti društvenih nauka Zlata je dobila nagradu Veselin Masleša (1976)

## Literatura
- Žene BiH- Ilistrirana knjiga o izuzetnim ženama, Amila Hrustić Batovanja, Masha Durkalić, Hatidža Gušić, Sarajevo 2019.
- Dnevni Avaz